# إيلينا فاسن
إيلينا فاسن (من مواليد 1 نوفمبر 2000) هي غطاس تنافسي ألمانية ، تنافسة في بطولة العالم للألعاب المائية 2015. في دورة الألعاب الأولمبية الصيفية 2016، تنافست في مسابقة منصة قفز 10 متر للسيدات. احتلت المركز السابع عشر في نصف النهائي ولم تتمكن من التقدم إلى النهائي. كانت أصغر عضو في الفريق الأوليمبي الألماني.

## روابط خارجية
- إيلينا فاسن على موقع الاتحاد الدولي للسباحة (الإنجليزية)
- إيلينا فاسن على موقع قاعدة بيانات الغوص IAT (الألمانية)
- إيلينا فاسن على موقع اللجنة الأولمبية الدولية (الإنجليزية)
- إيلينا فاسن على موقع أوليمبيديا (الإنجليزية)
- إيلينا فاسن على موقع اللجنة الأولمبية الألمانية (الألمانية)

- إيلينا فاسن  على موقع اللجنة الأولمبية الدولية
- قالب:DOSB profile
- إيلينا فاسن  على موقع SportsReference  - سبورتس رفرنس